# 렌더 팜
렌더팜(영어: render farm)은 TV나 영화 등에 쓰이는 컴퓨터 그래픽을 만들기 위하여 여러 대의 컴퓨터로 컴퓨터 클러스터를 구성한 것이다. 단일 이미지가 아닌 동영상을 위한 수많은 이미지를 만들기 위해 사용된다. 주로 오프라인 배치로 작업이 이루어지며 네트워크를 통한 실시간 렌더링을 이용하는 렌더 월(영어: render wall)과는 구분된다. 각각의 작업은 매우 병렬화 되어 있어서 서로 다른 컴퓨터들의 영향을 받지 않으며 작업의 수행을 위한 원천소스들(모델과 텍스처)의 수신과 완성된 이미지의 전송을 제외한 별다른 통신은 필요치 않다.
지난 수십 년간 컴퓨팅 성능의 발달로 인해 렌더링 시간은 점점 짧아지고 있지만 요구되는 이미지의 질 또한 점점 높아지고 있어서 컴퓨팅 성능의 향상으로 이미지들의 생성속도를 빠르게 하는 것 보다는 다수의 컴퓨터를 사용하여 전체적인 렌더링 시간을 줄이는 것이 현실적인 대안이 되고 있다.
이러한 큰 팜을 운영하기 위하여 작업을 관리하는 작업 관리자는 각각의 작업을 큐에 저장하고 각각의 작업을 수행하는 컴퓨터에 하나의 완전한 이미지 혹은 여러개의 이미지, 또는 이미지의 한 부분(타일)을 전송하여 작업을 수행한다. 따라서 대개는 클라이언트 서버 시스템(클라우드 렌더링)의 구조로 이루어져 있다.
최근에는 이러한 렌더링을 수행하기 위해 CPU만이 아닌 그래픽 카드의 GPU를 이용하여 더욱 렌더링 수행능력을 향상시키는 방법이 연구되고 있다.
또한 이러한 처리를 위해 많은 컴퓨터 하드웨어가 필요하므로 서버 팜을 운영하며 상용으로 렌더링 서비스를 제공하는 여러 회사들이 존재한다. (가라지팜 등)

## 같이 보기
- 컴퓨터 클러스터
- 분산 컴퓨팅
- GPU